# Cueva de los Casares

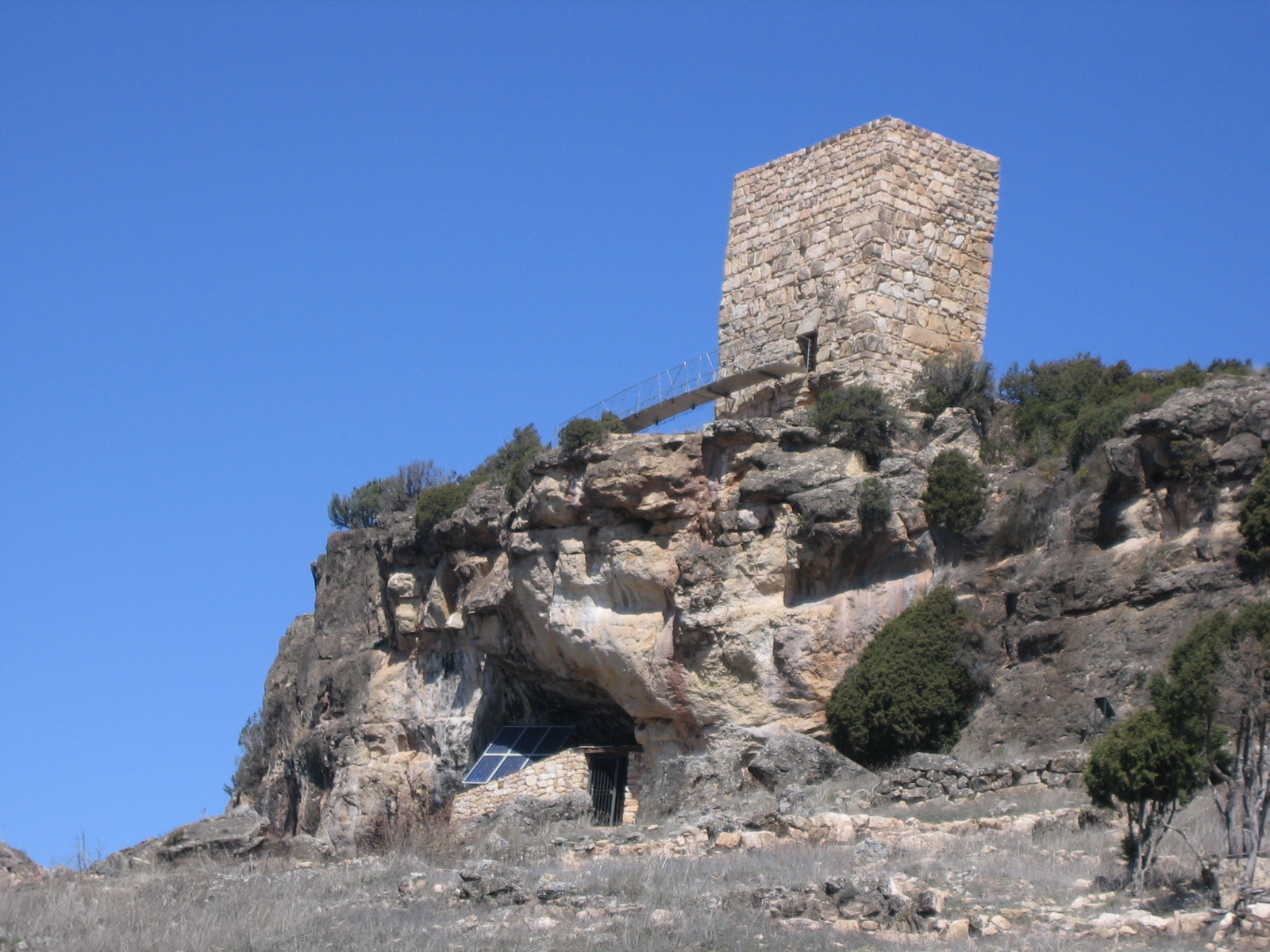
Entrada a la Cueva de los Casares, sobre ella uno de los castilletes de Riba de Saelices.

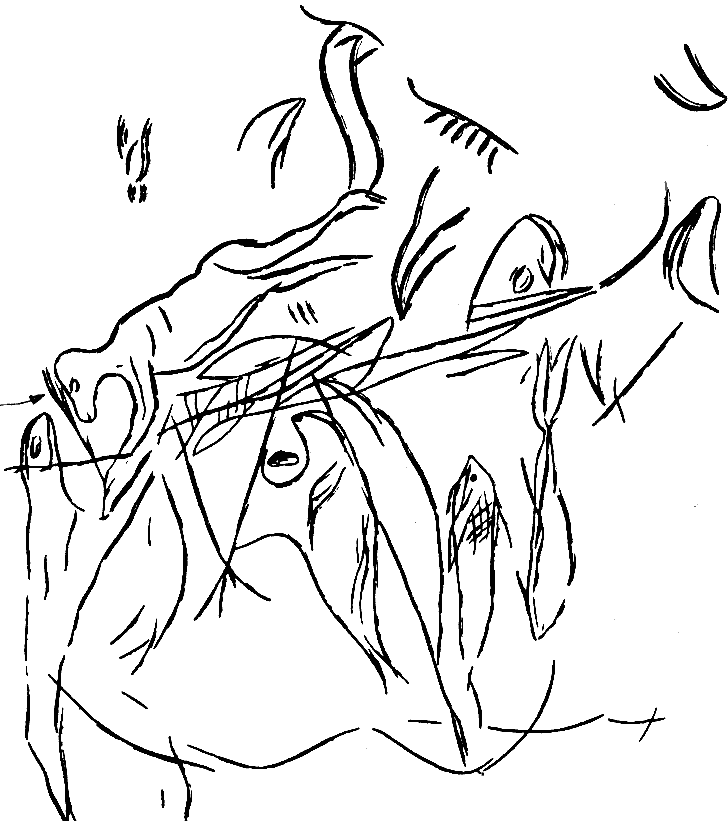
Zambullida ritual, probablemente, de un ritual chamánico (la representación de la entrada en trance o en el mundo de los espíritus) o de un rito de iniciación.

La cueva de los Casares es una cueva que contiene grabados y pinturas prehistóricas y restos arqueológicos, paleontológicos y paleoantropológicos. Se encuentra en el término municipal de Riba de Saelices (Guadalajara, España), a orillas del río Linares, en parque natural del Alto Tajo, a 1162 m s. n. m.

## Historia
Existen referencias de la cueva desde, al menos, la primera mitad del siglo XIX, pero hasta 1933 no se hace referencia a los grabados. Contiene un gran número de grabados del Paleolítico Medio, alrededor de 200 y también unas pocas pinturas muy deterioradas. También se encuentran grabados de animales escasamente representados en otros lugares, como puede ser el de un glotón. Esta cueva es famosa por albergar unas series de grabados, de los que se piensa que pueden ser la primera representación de la reproducción humana. Destacando entre ellos actos y estados tales como la cópula (una de las tres representaciones que se conoce en el arte paleolítico), el embarazo, el parto y la vida familiar.
Los grabados fueron descubiertos por los hermanos Rufo y Claudio Ramírez, siendo Rufo maestro de la escuela de Riba de Saelices. Pronto vieron que el alcance de su descubrimiento era de tal importancia que debía ser estudiado por personas más especializadas en la materia, informando sobre ello a Francisco Layna Serrano, médico e historiador de la provincia de Guadalajara, quien habló en sus crónicas de «extrañas serpientes enroscadas que se formaban en el suelo».
Unos años después, en 1932, el arqueólogo Juan Cabré, acompañado por su hija Mª Encarnación Cabré (autora de muchos de los calcos de los grabados), iniciaron los trabajos de campo y fotográficos de los grabados, consiguiendo con ello que la cueva se convirtiera en Monumento Nacional en 1934. Este reconocimiento tuvo un gran eco a nivel nacional e internacional, publicándose artículos en periódicos ingleses y alemanes de la época.
En la misma época, reconocidos arqueólogos europeos como Henri Breuil o Hugo Obermaier fueron invitados a llevar a cabo investigaciones, exponiendo cada uno sus distintos puntos de vista sobre la antigüedad en importancia de los grabados.
El estallido de la guerra civil española paralizó todos los estudios de Juan Cabré.
Durante la guerra, y debido a la poca importancia que los vecinos dieron a la cueva y a los grabados, muchos de ellos fueron deteriorados, realizándose pintadas y tallándose firmas sobre ellos. De todos modos no fue esta la primera vez que los grabados sufrieron deterioro, ya que sobre la entrada de la cueva se encuentra una torre de vigilancia árabe, siendo estos soldados los primeros en visitarla y dejar marcas de su paso por ella.
Al finalizar la guerra Juan Cabré se encontró con la desagradable sorpresa de esta nueva acción vandálica, pagando él mismo un enrejado para evitar futuros deterioros.

## Arte rupestre y yacimiento arqueológico
Los estudios de Juan Cabré situaron los grabados en los períodos Auriñaciense y Solutrense, remontándolos a fechas que van desde el 30000 hasta el 25000 a. C., aunque algunos autores la modernizan al 25000 a. C., haciendo el descubrimiento aún más importante al no haberse encontrado antes este tipo de grabados en el interior de la península. 
Hoy en día pasa por ser uno de los yacimientos en cueva más importantes encontrados en la península, habiéndose excavado restos anteriores al Homo sapiens, tales como un metacarpiano de Homo neandertalensis e industria lítica musteriense, asociada también al neandertal (Paleolítico medio).